# Miloslav Hájek (sochař)
Miloslav Hájek (10. prosince 1927 Praha – 17. července 2010) byl československý sochař a malíř.

## Životopis
Narodil se v Praze 10. prosince 1927. Začátek uměleckých studií pro něj představuje studium na Keramické škole v Praze (1942–1945). Během studia na Vysoké škole uměleckoprůmyslové v Praze u profesora Josefa Wagnera (1945–1951) se zúčastnil studijního pobytu v bulharské Sofii. Zaměřoval se především na zobrazení člověka a věcí jemu blízkých. V jeho dílech je patrný vliv kubismu, v malbách se objevuje existencionální tíseň. Byl členem několika významných uměleckých organizací, například Český fond výtvarných umění nebo Tvůrčí skupina Máj 57. Uspořádal několik autorských i kolektivních výstav, převážně v pražských galeriích. Nezabýval se pouze komorní tvorbou, ale také restaurátorskou prací.

## Dílo (výběr)
- LOT 145 (1959)[7]
- Hrudník (léto 1968)[6]

## Galerie

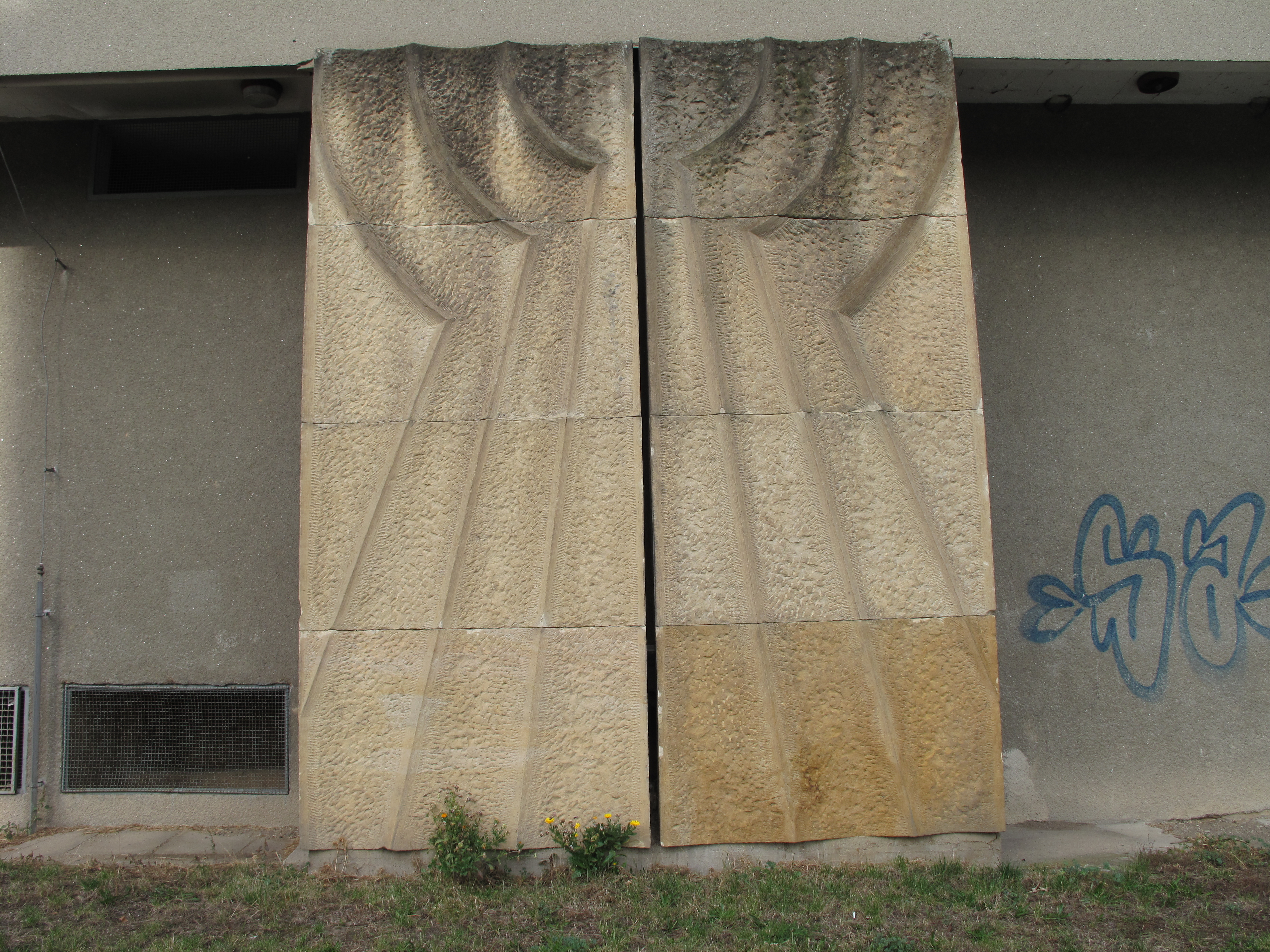
Ruce, pískovcový reliéf na sídliště V Zátiší v Kralupech nad Vltavou z roku 1973
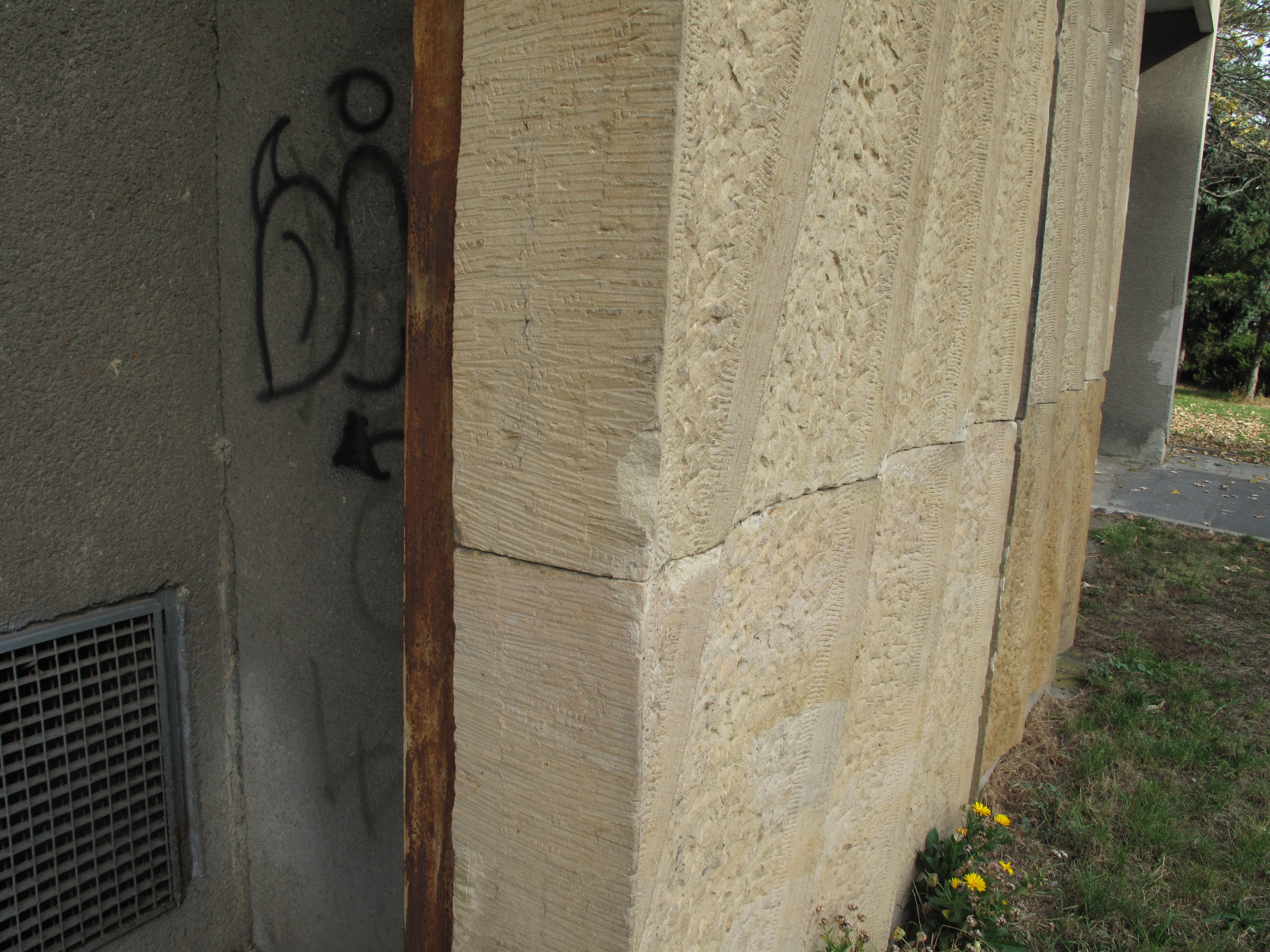
Boční pohled
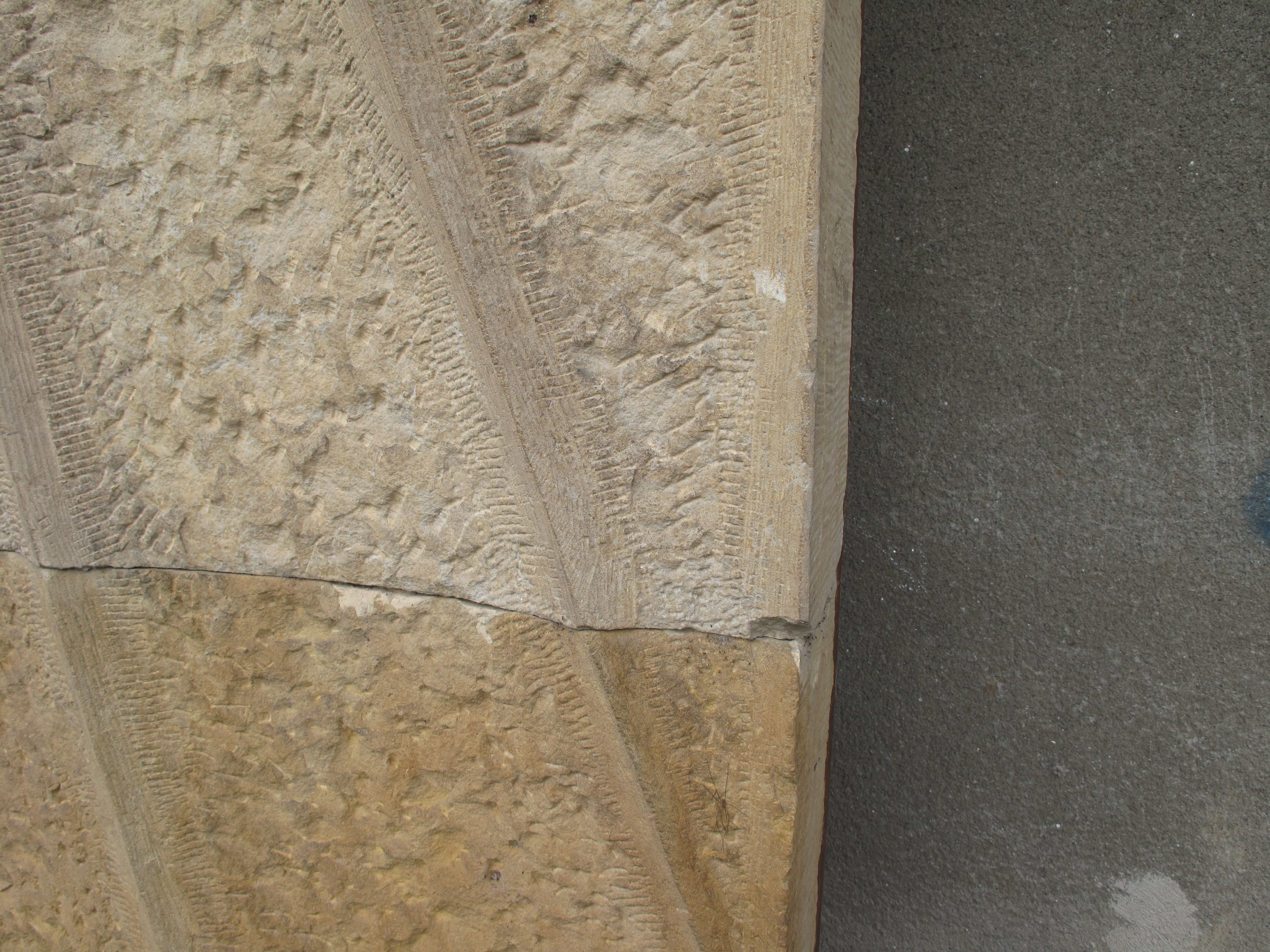
Detail drapérie
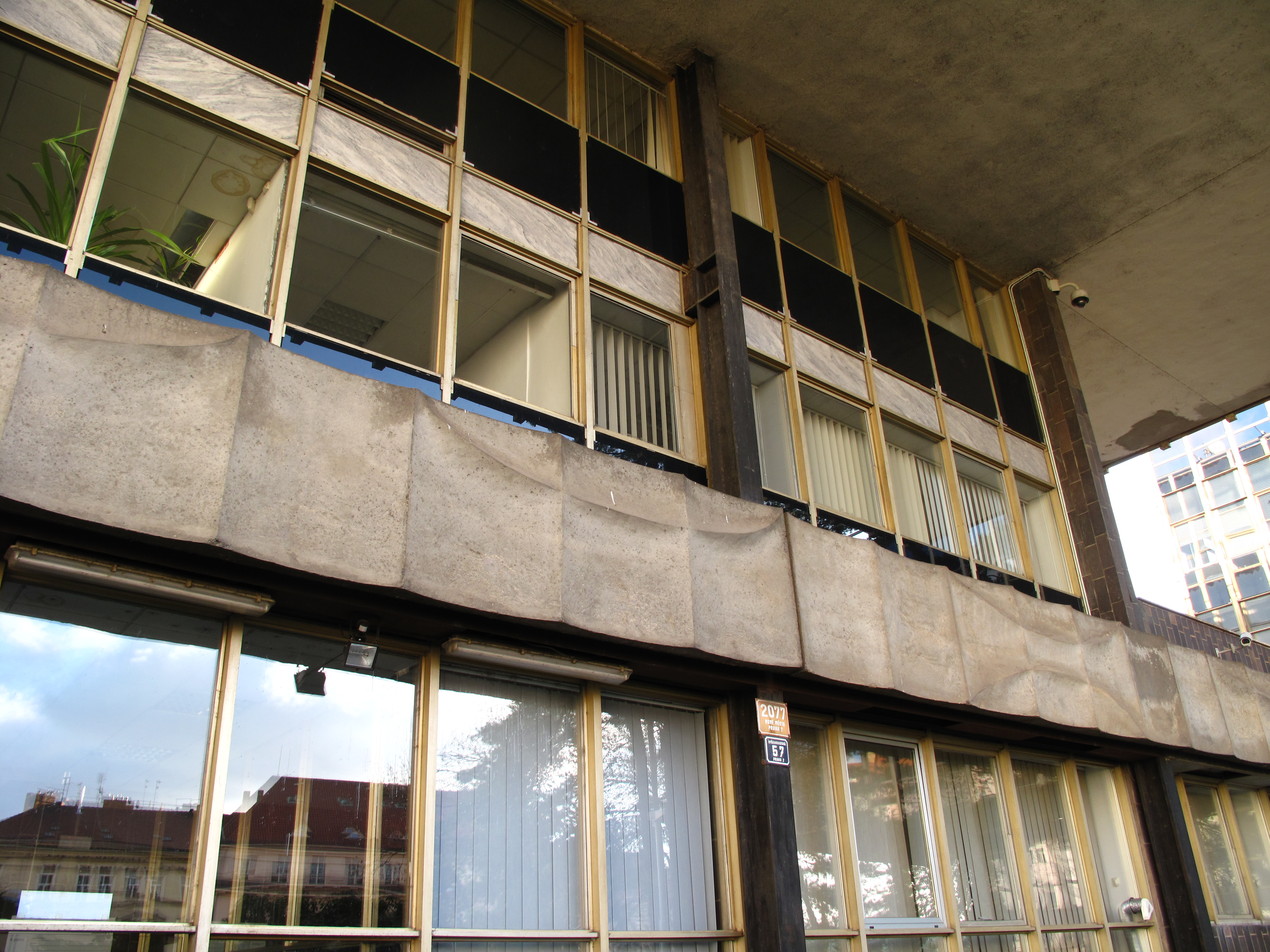
Betonový reliéf obepínající budovu Sdružení projektových ateliérů v Praze 2
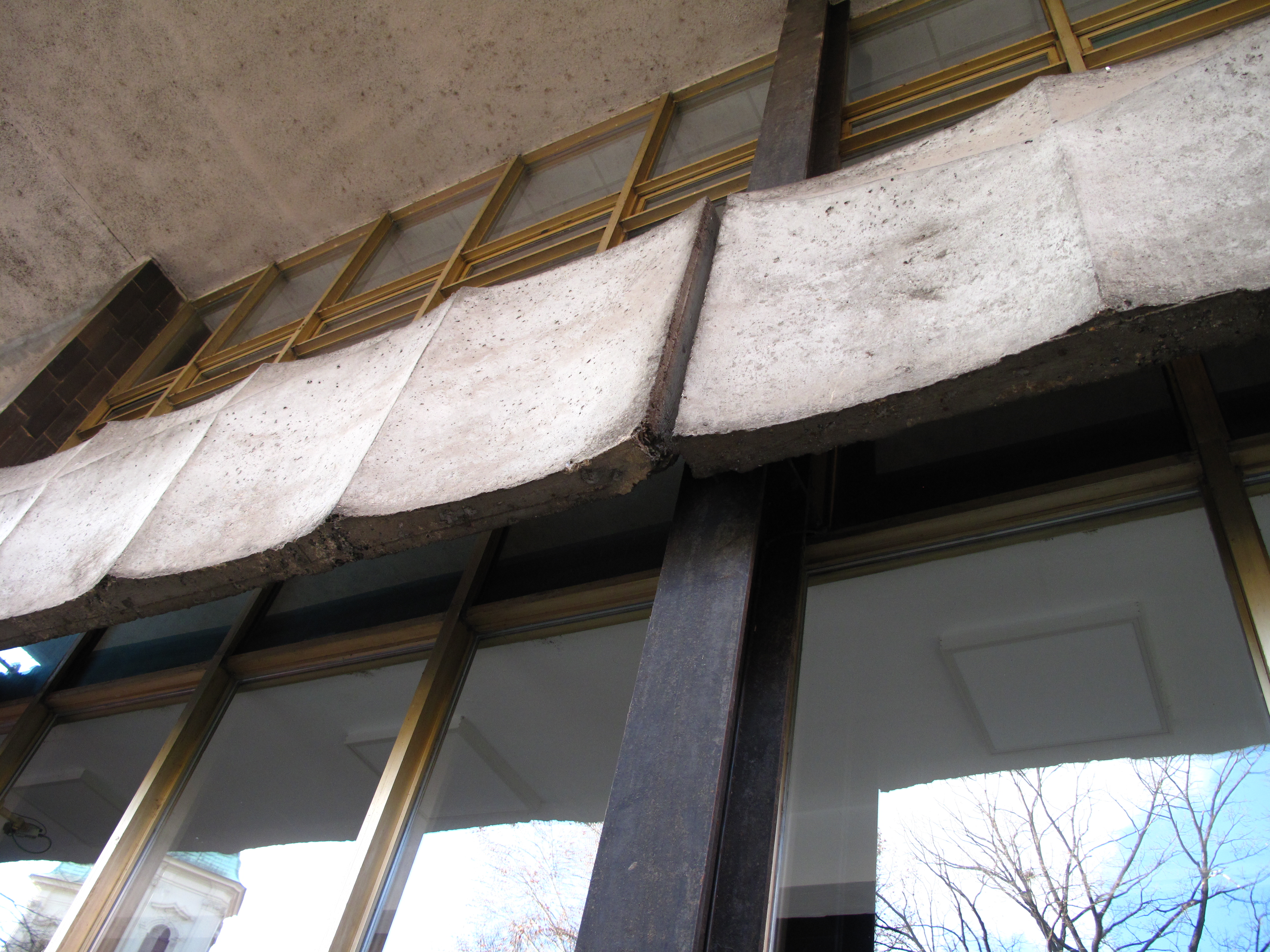
Detail reliéfu
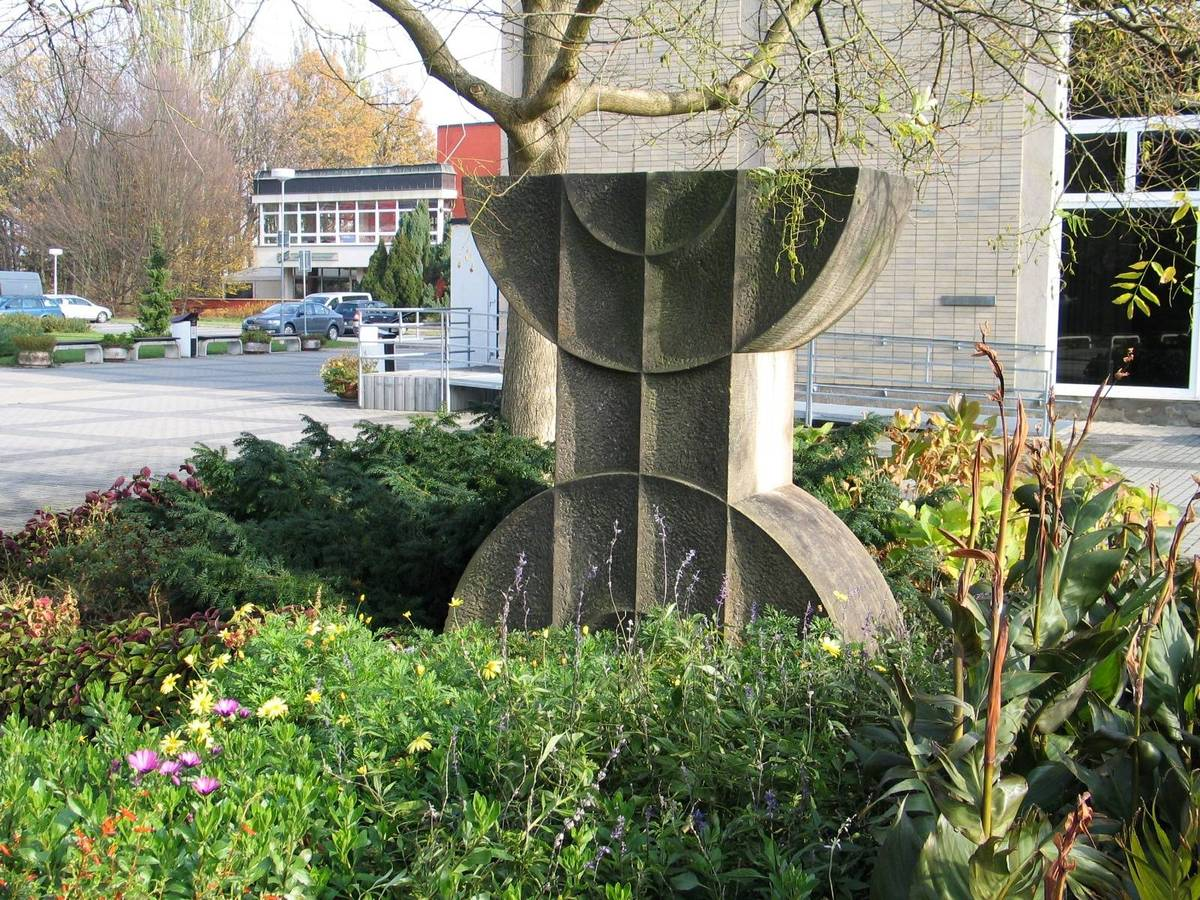
Reliéfní pískovcová plastika v areálu České zemědělské univerzity v Praze
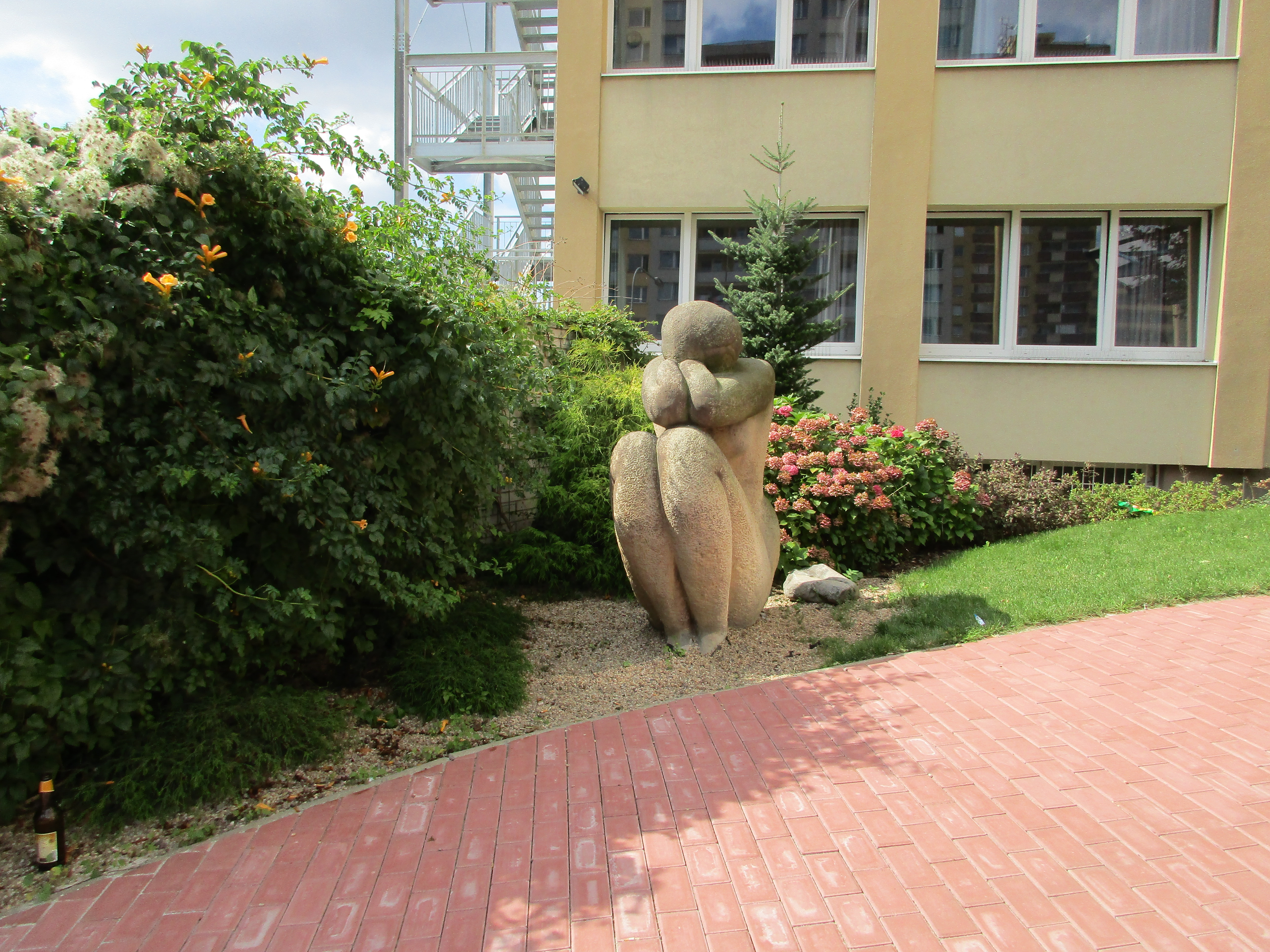
Sedící žena, pískovcová plastika v Děčínské ulici na pražském Střížkově z roku 1977